# Krasnohirske, Bilohirsk
Krasnohirske (în ucraineană Красногірське) este un sat în comuna Aromatne din raionul Bilohirsk, Republica Autonomă Crimeea, Ucraina.

## Demografie
Componența lingvistică a localității Krasnohirske
     Rusă (70,07%)
     Tătară crimeeană (22,45%)
     Ucraineană (6,46%)
     Alte limbi (0,68%)
Conform recensământului din 2001, majoritatea populației localității Krasnohirske era vorbitoare de rusă (70,07%), existând în minoritate și vorbitori de tătară crimeeană (22,45%) și ucraineană (6,46%).